# Humphrey Stafford
Humphrey Stafford KG (ur. 15 sierpnia 1402 w Stafford, zm. 10 lipca 1460 pod Northampton) – angielski możnowładca i dowódca wojskowy, syn Edmunda Stafforda, 5. hrabiego Stafford, i Anny, wnuczki króla Edwarda III

## Życiorys
Ojciec Humphreya zmarł kiedy ten miał niecały rok. Humphrey został więc 6. hrabią Stafford i odziedziczył większość rodowych posiadłości oraz urząd Lorda Wielkiego Konstabla. 22 kwietnia 1421 r. został pasowany na rycerza. W 1424 r. powołano go do Tajnej Rady a 22 kwietnia 1429 r. odznaczono Orderem Podwiązki. W latach 1430–1432 był angielskim gubernatorem Normandii, a w 1431 r. otrzymał od króla Henryka VI tytuł hrabiego Perche. W 1439 został seneszalem Halton. W latach 1442–1451 był gubernatorem Marchii i kapitanem Calais. 14 września 1444 otrzymał tytuł 1. księcia Buckingham.
W 1446 Buckingham był posłem na dwór francuski. 22 maja 1447 r. otrzymał specjalny przywilej od króla stawiający go na pierwszym miejscu spośród książąt Anglii za potomstwem króla. 16 lipca 1450 r. otrzymał urzędy lorda strażnika Pięciu Portów oraz konstabla zamków Dover i Queenborough.
Buckingham był jednym z lordów, którzy w 1447 r. aresztowali królewskiego stryja i regenta Anglii księcia Gloucester. Był lojalny wobec Henryka VI, aczkolwiek popadł w konflikt z faworytem królowej Małgorzaty, księciem Somerset. Kiedy w 1455 r. rozpoczęła się wojna domowa między stronnikami króla Henryka VI z Somersetem na czele a stronnikami księcia Yorku, Buckingham wydawał się najwłaściwszą osobą do prowadzenia negocjacji między obydwoma stronnictwami.
Negocjacje nie dały jednak rezultatu. York wygrał pierwszą bitwę pod St Albans i ogłosił się lordem protektorem Królestwa. Buckingham popierał Yorka w jego działaniach. Jednak w 1459 r., kiedy stronnictwo Lancasterów ponownie zebrało siły, Buckingham opuścił Yorka przyczyniając się do jego klęski pod Ludford Bridge. Otrzymał za to spore nadania ziemskie pochodzące ze skonfiskowanych dóbr sir Williama Oldhalla.
26 czerwca 1460 r. z kontynentu przeprawiły się oddziały Yorkistów pod wodzą hrabiego Warwick. 2 lipca zajęły one Londyn. Siły Lancasterów pod wodzą Buckinghama zbierały się w Northampton. Do bitwy doszło 10 lipca. Warwick chciał spotkać się z królem a Buckingham odpowiedział mu, że Warwick nie powinien przychodzić do króla, bo jeśli przyjdzie zginie. Bitwa trwała krótko. Po zdradzie oddziałów prawego skrzydła lorda Greya de Ruthin oddziały Lancasterów poniosły porażkę. Buckingham oraz towarzyszący mu lordowie Shrewsbury, Beaumont i Egremont zginęli przed namiotem króla broniąc Yorkistom dostępu do osoby królewskiej.
Książę został pochowany w Grey Friars w Northampton. Ponieważ jego najstarszy syn już nieżył tytuł książęcy odziedziczył jego wnuk, Henry.

## Życie prywatne
Przed 18 października 1424 w Raby w hrabstwie Durham poślubił Anne Neville (przed 1414 – 20 września 1480), córkę Ralpha Neville’a, 1. hrabiego Westmorland, i Joanny Beaufort, córki 1. księcia Lancaster. Humphrey i Anne mieli razem sześciu synów i cztery córki:
- Humphrey Stafford[1] (1425 – 22 maja 1455), hrabia Stafford
- Henry Stafford[1] (zm. 1471[3]), był drugim mężem Małgorzaty Beaufort, matki Henryka VII[1],
- Edward Stafford
- Catherine Stafford (1437 – 26 grudnia 1476), żona Johna Talbota, 3. hrabiego Shrewsbury, miała dzieci
- George Stafford (ur. 1439)
- William Stafford (ur. 1439)
- John Stafford (ok. 1440 – 8 maja 1473), 1. hrabia Wiltshire
- Joan Stafford (1442 – 1484), żona Williama Beaumonta, 2. wicehrabiego Beaumont, i Williama Knyvetta, nie miała dzieci
- Anne Stafford (1446 – 1472), żona Aubreya de Vere i Thomasa Brooke’a, 8. baron Cobham
- Margaret Stafford, żona Roberta Durhama